# Gottlob Frick
Gottlob Frick (Ölbronn-Dürrn, 1906. július 28. – Mühlacker, 1994. augusztus 18.) német operaénekes (basszus).

## Élete
Gottlob Frick tizenharmadik gyermek volt, intézetben nőtt fel. Elképesztő hangjával korán kitűnt, 1927-től a stuttgarti Staatsoper kórusában énekelt. Első szólista-szerepe Daland volt A bolygó hollandiban, Coburgban. Ezután a freiburgi és königsbergi operaházakban énekelt, 1939-ben fedezte fel Karl Böhm. Egyből a Semperoperbe került át, és 1950-ig itt is maradt, csaknem minden fontos basszusszerepet énekelt: volt Osmin (Szöktetés a szerájból), Sarastro (A varázsfuvola), Rocco (Fidelio, ez volt a kedvenc szerepe), II. Fülöp (Don Carlos) és persze a Wagner-szerepeket is énekelte.
1950-től 1953-ig a berlini állami operaházban énekelt, 1953-tól 1967-ig a Covent Garden-ben, Londonban. 1960 és 1964 között fellépett  Bayreuthban mint Pogner (A nürnbergi mesterdalnokok), és Fasolt, Hunding vagy Hagen (Ring).
Sosem volt hajlandó elénekelni Ochs bárót Richard Strauss Rózsalovagjában.
1970-ben fejezte be színpadi karrierjét.